# Ken Niles
Ken Niles (ur. 9 grudnia 1906, zm. 31 października 1988) – amerykański spiker radiowy.

## Wyróżnienia
Posiada swoją gwiazdę na Hollywoodzkiej Alei Gwiazd.